# Повишено измокравање мокраћне киселине
Повишено измокравање мокраћне киселине или хиперурикозурија је излучивање више од 750 mg (4,46 mmol) мокраћне киселине дневно за жене, односно 800 mg (4,46 mmol) на дан за мушкарце. Код 10% болесника са калцијумским каменцима повишено измокравање мокраћне киселине једини је узрок камена у бубрегу (нефролитијазе).

## Историја
Мокраћну киселину је први изоловао шведски фармацеут Шеле 1776. године. Фуркрои је испитао око 600 бубрежник каменаца од 1736. до 1802. године и такође предложио за ово хетероциклично једињење термин мокраћна киселина.

## Епидемиологија
Камен мокраћне киселине чини око 10% свих бубрежних каменаца у Сједињеним Америчким Државама. Међутим, учесталост и распрострањеност овог камења широм света варира у зависности од етничке припадности и географије. Каменчићи мокраћне киселине чине око 57% камена бубрега у Судану и 75% у Израелу.
Преваленција се креће у зависности од пола пацијента, са вишом стопом појављивања међу женама. Људи са шећерном болести типа 2, метаболичким синдромом и гојазношћу имају знатно већи ризик од развоја камена мокраћне киселине него општа популација.
Околина такође игра улогу у ризику од нефролитијазе. Студија спроведена у Саудијској Арабији открила је појачане епизоде бубрежне колике са повишеном температуром. Стопа формирања нефролитијазе је такође већа код радника у фабрикама са врућим окружењем. Оба ова налаза сугеришу да дехидрација значајно доприноси настанку камена мокраћне киселине.
Недавна студија која је упоређивала постојање нефролитијазе међу развијеним и земљама у развоју показала је свеукупно повећање инциденције као и преваленције бубрежне литијазе. Овај пораст камена у бубрегу посебно је приметан у земљама у развоју због промене социо-економског стања становништва. Како становништво постаје богатије, они имају тенденцију да усвоје више западњачку исхрану са више животињских протеина у храни што повећава њихову тенденцију да производе мокраћну киселину.
Глобално загревање се такође сматра фактором који доприноси хиперурикозурији.
Преглед је такође идентификовао повећану производњу камена мокраћне киселине међу земљама у развоју за разлику од индустријализованих земаља. Међутим, подаци из земаља у развоју су недовољни, са другом студијом која показује контрастну разлику између преваленције бубрежних каменаца у модерној индијској популацији у поређењу са истом популацијом у претходним студијама. Подаци студије су ограничени у погледу величине узорка, али имају тенденцију да потврђују општи тренд производње камена мокраћне киселине у земљама у развоју.

## Етиологија
Мокраћна киселина или уринска киселина, је хетероциклично једињење, које се у организму сисара производи  као нуспродукт метаболизма пурина. Може се генерисати из ендогених и егзогених извора. Људско тело производи око 300—400 mg мокраћне киселине дневно, а највећи део се производи у јетри. Пурини се дегенеришу у инозин и хипоксантин. Хипоксантин се даље метаболише у ксантин и мокраћну киселину у присуству ензима ксантин оксидазе.
Код већине сисара, мокраћна киселина се трансформише у алантоин ензимском активношћу уриказе. Алантоин, као веома растворљива хемикалија, не ствара никакву патологију. Међутим, код људи је овај ензим нефункционалан, па је крајњи производ метаболизма пурина мокраћна киселина, слаба киселина која је релативно нерастворљива. Дакле, високи нивои мокраћне киселине у мокраћи и серуму могу довести до њеног таложења у зглобовима и бубрезима, што доводи до гихта и нефролитијазе. Егзогени извори укључују месо, рибу, алкохол, слатка пића, слатке погаче и месо органа који су посебно богати пурином.
Органи одговорни за елиминацију и излучивање мокраћне киселине су бубрези и црева. У цревном тракту, мокраћна киселина се трансформише у амонијак и угљен-диоксид. Бактерије користе цревни амонијак за метаболизам. У бубрезима се скоро 100% мокраћне киселине филтрира у гломерулима. Међутим мокраћна киселина се једним делом  лучи дисталном тубулу а другим делом реесорбује у проксималном извијеном тубулу, што на крају доводи до само 10% фракционе елиминације у мокраћи.
Хиперурикозурија може бити узрокована:
- повећаном продукцијом урата (уричка дијатеза),
- мијелопролиферативном болести (малигнитет),
- исхраном богатом пуринима (изнутрице, риба).[12]

## Улога хиперурикозурије у гихту и стварању мокраћних каменаца
Уратна дијатеза је ентитет у коме се описује стварање каменаца код болесника са примарним гихтом. Постоје три метаболичка поремећаја у примарном гихту:
- Повећан ацидитет непознате етиологије (код свих болесника).
- Прекомерна продукција мокраћне киселине (код неких болесника)
- Смањени клиренс мокраћне киселине (код неких болесника).

Болесници са последња два поремећаја су склони развијању хиперурикемије, артритиса и мокраћних каменаца у склопу гихта. При ниској вредности пХ, хиперурикозурија може да доведе до формирања уратног камена, као резултат повећаног ацидитета (киселости) мокраће. При нормалном пХ мокраће (> 5,5) хиперурикозурија може да произрокује стварање калцијум оксалатних каменаца. Механизам стварања каменаца највероватније покреће хетерогене кристализације калцијум оксалата уратом.
Испитивања су показала да око 20% болесника са каменцима калцијум-оксалата у мокраћном систему има хиперурикозурију, првенствено због претераног уноса пурина из меса. Зато се болесницима склоним хиперурикозурији препоручује дијета са смањеним уносом пурина и терапија алопуринола (100 mg дневно).

## Терапија
Ако нису присутни ни хиперурикемија ни гихт, онда се ризик од нефролитијазе изазване мокраћном киселине могу смањити употребом антиурикозуричних лекова.  
Саставни део терапије је исхрани са мало пурина, приказана на овој табели:
| Дозвољене                 | Умерено дозвољене       | Забрањене                |
| ------------------------- | ----------------------- | ------------------------ |
| јаја                      | шпаргла                 | инћуни                   |
| ораси, кикирики бутер     | карфиол                 | сардине                  |
| сиреви са мало масти      | спанаћ                  | скуша                    |
| обрано или 1% млеко       | махунасто поврће        | туна                     |
| супе и чорбе без меса     | кувани парадајз         | харинга                  |
| поврће                    | кромпир                 | бакалар                  |
| воће и воћни сокови       | пилетина                | шкољке                   |
| бели хлеб, пециво, двопек | овчије месо             | дивљач                   |
| пшеничне клице            | печурке                 | изнутрице                |
| пасте                     | овас и овсена каша      | сосови са месом          |
| пиринач                   | пшеничне клице и мекиње | месне прерађевине        |
| корнфлекс                 | интегрално брашно       | сланина                  |
| кокице                    | хлеб од ражи            | свињско месо             |
| кукурузно брашно          | шећер                   | говеђе месо              |
| ћуреће бело месо          | мед                     | сочиво                   |
| јагњеће месо              | чоколада                | пуномасно млеко и сиреви |
| вода                      | маст                    | квасац                   |

Поред тога, како повећање пХ вредности мокраће делује заштитно, неопходо је смањити киселост мокраће.

## Прогноза
Иако 80% до 90% мокраћних каменаца пролази спонтано ако су величине 4 mm или мање, у преосталим случајевима непокретни каменци могу довести до:
- опструкције,
- инфекције,
- пионефроезе,
- руптуре чашице,,
- губитка бубрежног паренхима,
- сужења мокраћовода.

Камење мокраћне киселине се добро лечи алкалинизационом терапијом, али се хируршка интервенција може извести у случају каменца >10 mm. Основна етиологија такође одређује прогнозу каменца мокраћне киселине.

## Компликације
У најчешче компликације хиперурикозурије спадају:
- Хидронефроза.
- Опструктивни пијелонефритис.
- Понављајуће инфекције уринарног тракта.
- Перфорација мокраћовода.
- Руптура бубрежне чашице са формирањем уринома.
- Сужења мокраћне цеви.
- Последњи стадијум болести бубрега.
- Хронична болест бубрега.
- Рецидиви мокраћних каменаца.